# Cahiers secrets de la Grande Guerre
Les Cahiers secrets de la Grande Guerre sont un ouvrage du maréchal Émile Fayolle (1852-1928) sur la Première Guerre mondiale — où il occupa comme général différents postes de commandement — et la première année d'occupation française en Rhénanie qui suivit. Il écrivit ces cahiers secrètement tout au long de cette période (aucun des officiers de son entourage n'en soupçonna l'existence) et ils ne furent  publiés que 36 ans après sa mort, en 1964, chez Plon.
Émile Fayolle y évoque les problèmes du commandement, fait le portrait d'autres généraux (Joffre, Nivelle, Guillaumat, Mangin, Pétain et surtout Foch), évoque la misère et le sacrifice des soldats au front...
Le romancier et essayiste Henry Bordeaux, a qui le général Fayolle montra ses cahiers en 1918, en dira : « Il n'y en a pas long, mais ça porte. Les militaires sont sévères entre eux, tout comme les gens de lettres ».